# タトラT2
タトラT2は、かつてチェコスロバキア（現：チェコ）のプラハに存在したタトラ国営会社スミーホフ工場（→ČKDタトラ）が製造した路面電車車両（タトラカー）。最初のタトラカーとして開発されたタトラT1の改良型として設計され、製造当初は「TII」と呼ばれていた。

## 概要

### 開発までの経緯
タトラ国営会社スミーホフ工場（→ČKDタトラ）がかつて展開したタトラカーと呼ばれる路面電車車両は、アメリカ合衆国で開発された高性能路面電車・PCCカーの技術をライセンス契約の元で取り入れた電車である。1951年に最初の車両となるタトラT1が製造され、チェコスロバキア（現：チェコ、スロバキア）を中心に東側諸国に導入された。タトラT2は、各地の路面電車事業者からの要望に基づき、このT1を改良した形式である。

### 構造
タトラT2はループ線が存在する路線での運用を前提とした片運転台のボギー車で、1両での運用（単行）に加えて総括制御による2両編成以上の連結運転も可能な構造となっていた。車体の寸法はT1（車体長13,300 mm、車体幅2,400 mm）から拡大し、長さは14,000 mm、幅は2,500 mmに変更された他、強度もT1から向上した。この車体の設計にあたっては乗客の流動性の向上を重点に置いており、右側に3箇所設置された乗降扉のうち運転台の傍にある前方の扉から搭乗し、車掌による検札を受けた後、中央・後方の扉から降りるという流れを前提に置いた構造となっていた。座席についても試作車についてはT1と同様のロングシートであったが、以降は1列 + 2列のクロスシートに変更された。前照灯は前方下部に1個設置されており、周囲には銀色の装飾が施されていた。
電気機器の構造については、PCCカーを基に設計されたT1の仕様が継続して採用されており、主電動機からの動力は自在継手やかさ歯車を介して車軸に伝えられ（直角カルダン駆動方式）、制御装置は「加速器」とも呼ばれた多段式抵抗制御装置が用いられた。運転台からの速度制御は足踏みペダルを用いて行われた。台車については従来の標準軌（1,435 mm）に加えて狭軌（1,000 mm）や次項で述べるソビエト連邦圏内の広軌（1,524 mm）にも対応しており、より多くの路線で運用できる構造となった。

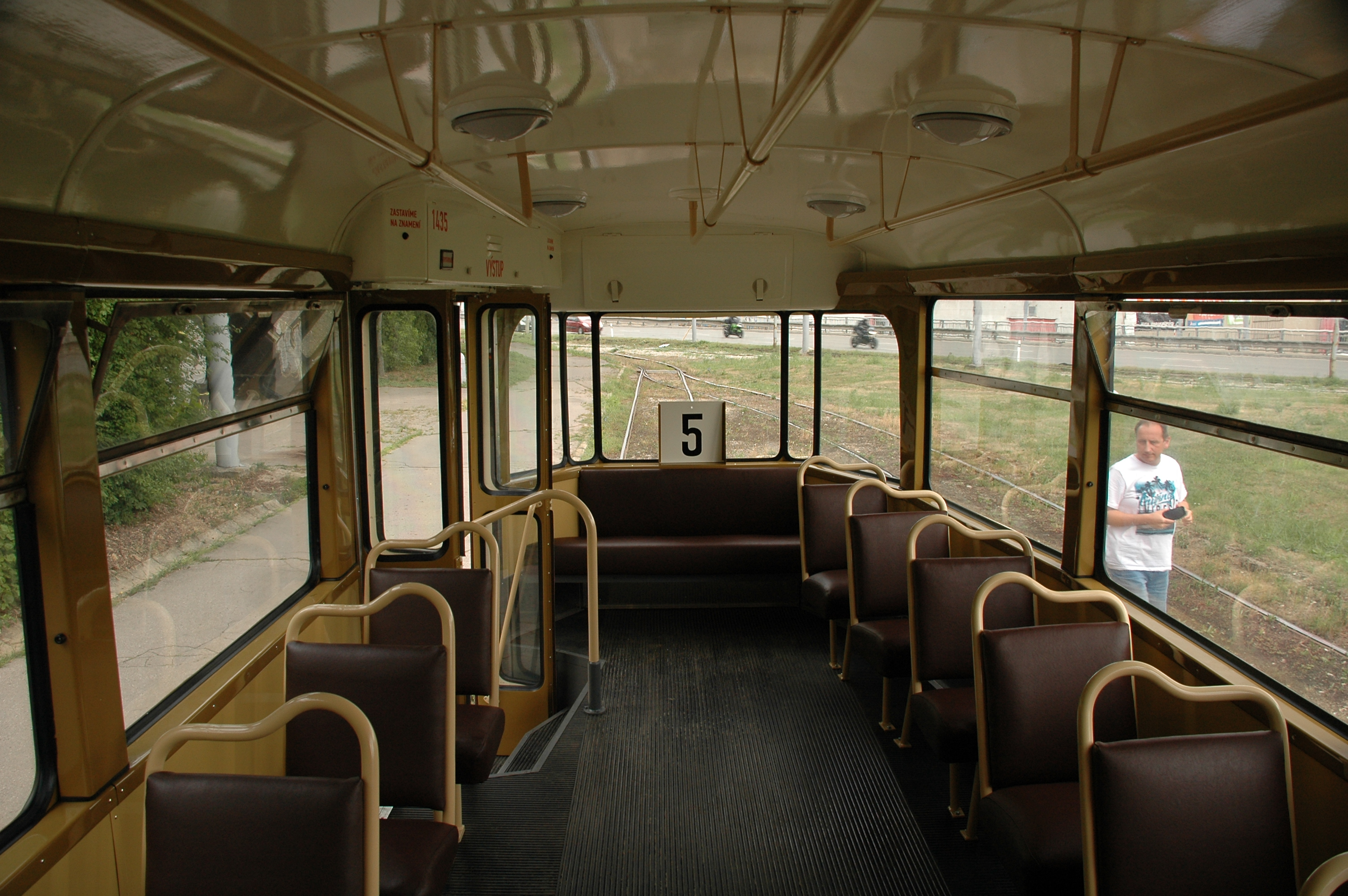
車内
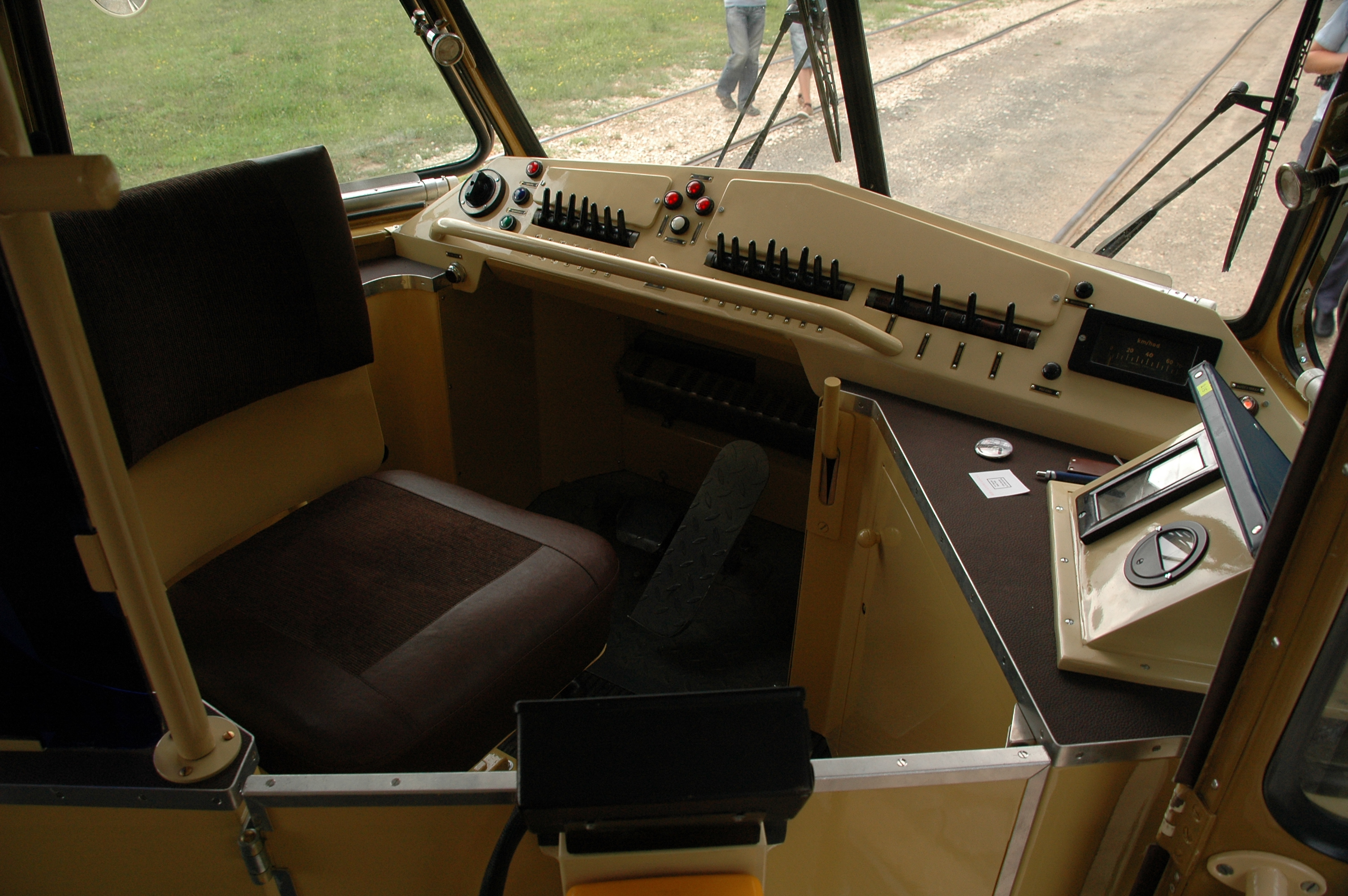
運転台
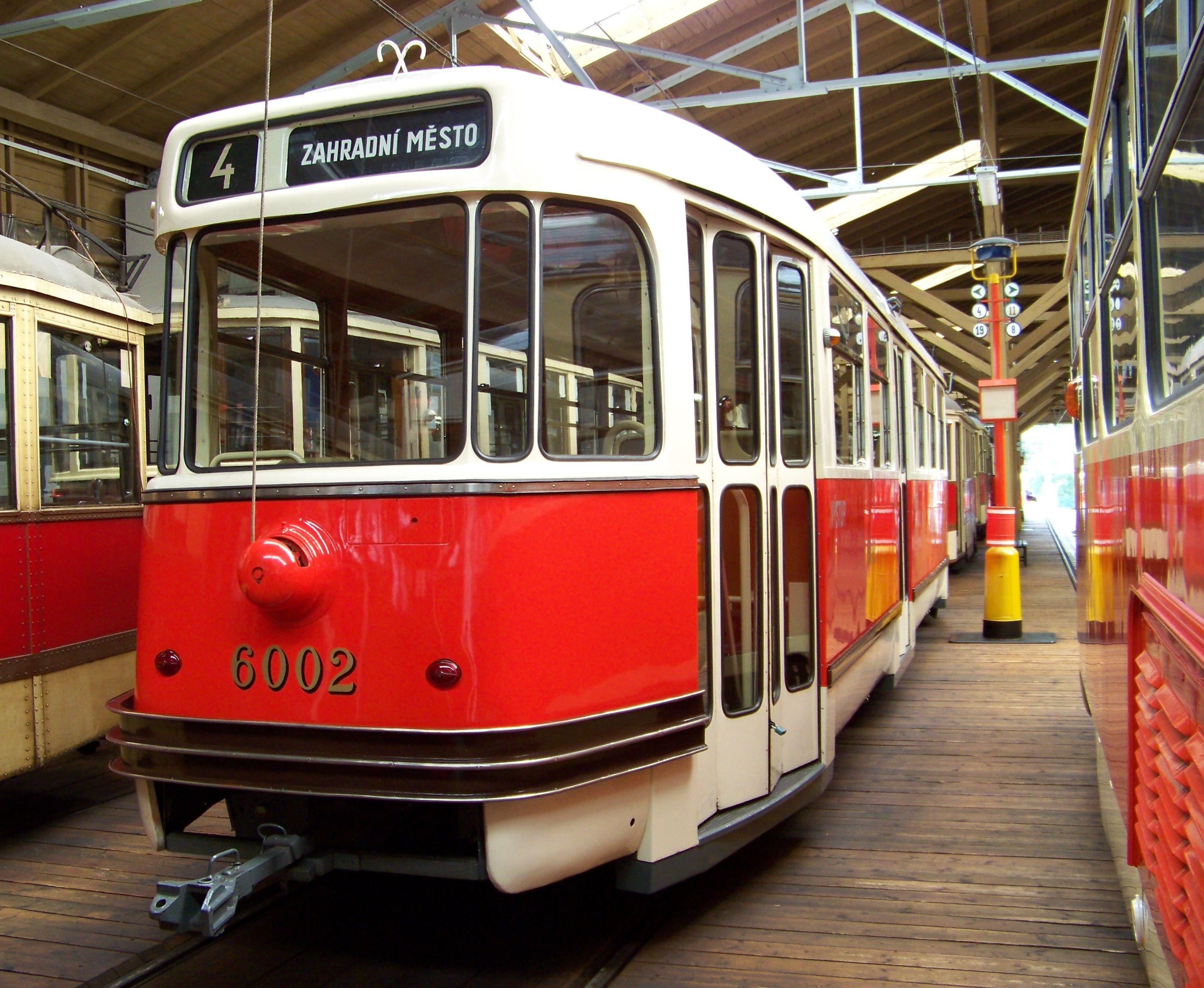
後方には運転台が存在しない

### T2SU
1950年代のソビエト連邦では、国内各地の鉄道車両メーカーによって路面電車車両の製造が行われ、首都・モスクワのモスクワ市電を始めとした各都市への配給が実施されていたが、その生産速度は遅く、第二次世界大戦前から継続して使用されていた旧型電車の置き換えや急増する需要を補うのに不十分であった。更にこれらの新造車両の多くは旧来の機構を有しており、より近代的な車両が望まれていた。そこで、経済相互援助会議（コメコン）体制のもとで、高性能車両であるタトラT2をソ連向けに改良したタトラT2SUの大量導入を実施する事が決定した。
極寒の環境下での使用を考慮し、運転台は客室と区切られ「運転室」となった他、車掌による業務が存在した関係上多くの車両については中央部の乗降扉が設置されておらず、その分座席数が増加した。一方で主電動機や制御装置を含めた電気機器についてはT2と同様のものが用いられた。

## 運用
最初の車両となる試作車（6001・6002）は1955年に製造され、チェコスロバキア（現：チェコ）の首都・プラハを走るプラハ市電に導入された。うち6002に採用されたクロスシートの内装が1958年以降製造が始まった量産車へと受け継がれ、廃止が検討されていたヤブロネツ・ナド・ニソウ市電を除いたチェコスロバキア（→チェコ、スロバキア）の全路面電車路線へ向けて導入が実施された。一方、それに先駆けて1957年から量産が始まったソビエト連邦向けのT2SUについてもその性能や品質、大量生産体制が高く評価され、最多の180両を導入したモスクワ市電を筆頭に6都市に向けて計380両が製造された。
だが、車体の強度を上げた事でT2の重量は17 - 18 tと増大し、軸重も増加したために軌道の状態が悪い地域への導入が難しいという問題を抱えていた。そのため、スミーホフ工場では車体や座席の設計を変更し、重量を2 t近く軽減した改良型であるタトラT3を開発し、1960年以降生産が始まった。それに伴い、T2の量産は1962年をもって終了した。
その後は各都市で長期に渡り活躍したものの、1980年代以降は老朽化および後継車両の導入によって廃車が進み、T2・T2SU共に大半の車両は1980年代までに営業運転を終了し、以降は後述する更新工事が実施された車両のみが使用される事となった。引退した車両の一部は各地の路面電車事業者や博物館で保存されており、その中には試作車1両（6002）も含まれる。

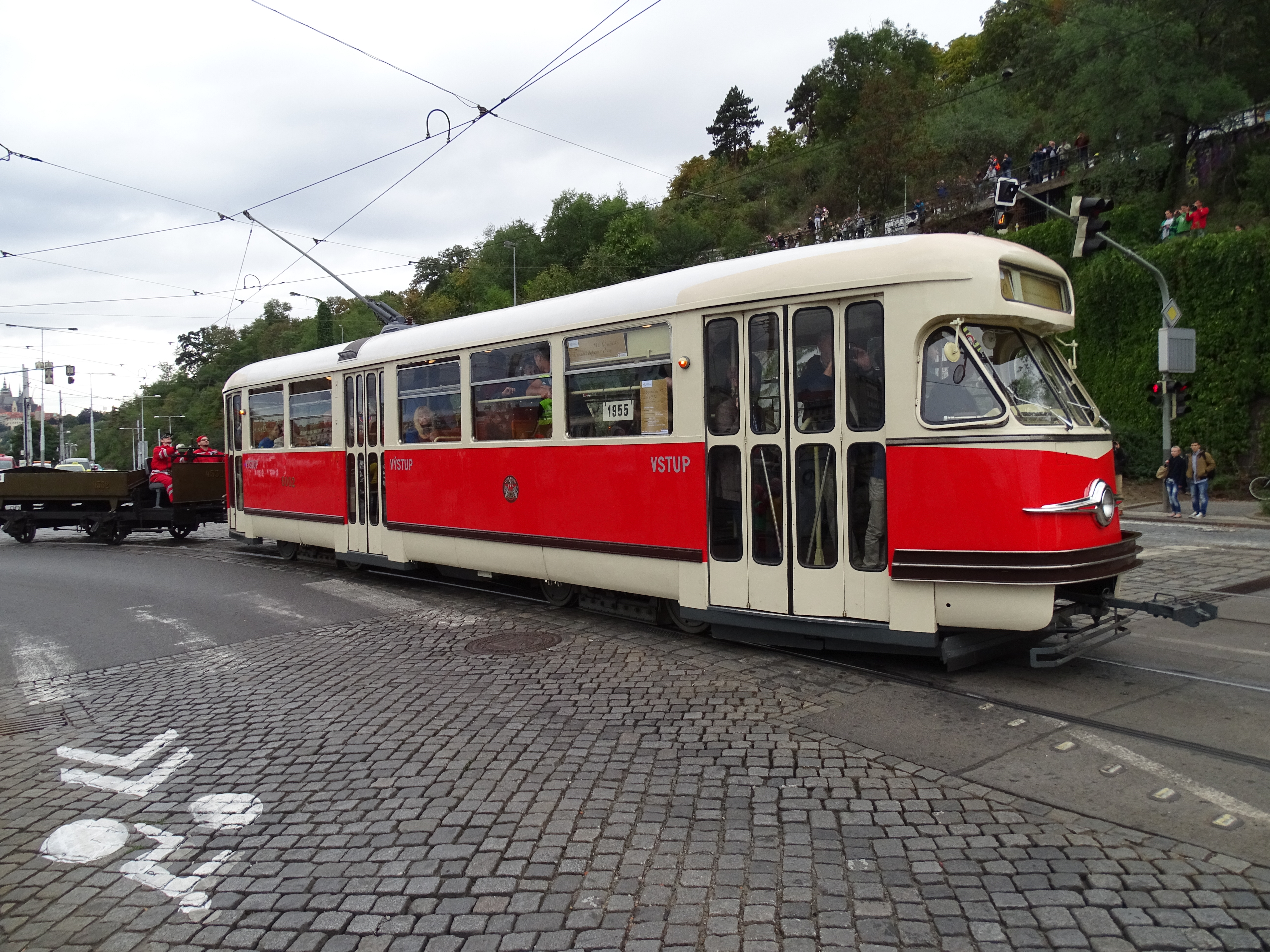
T2（試作車、6002）（プラハ）
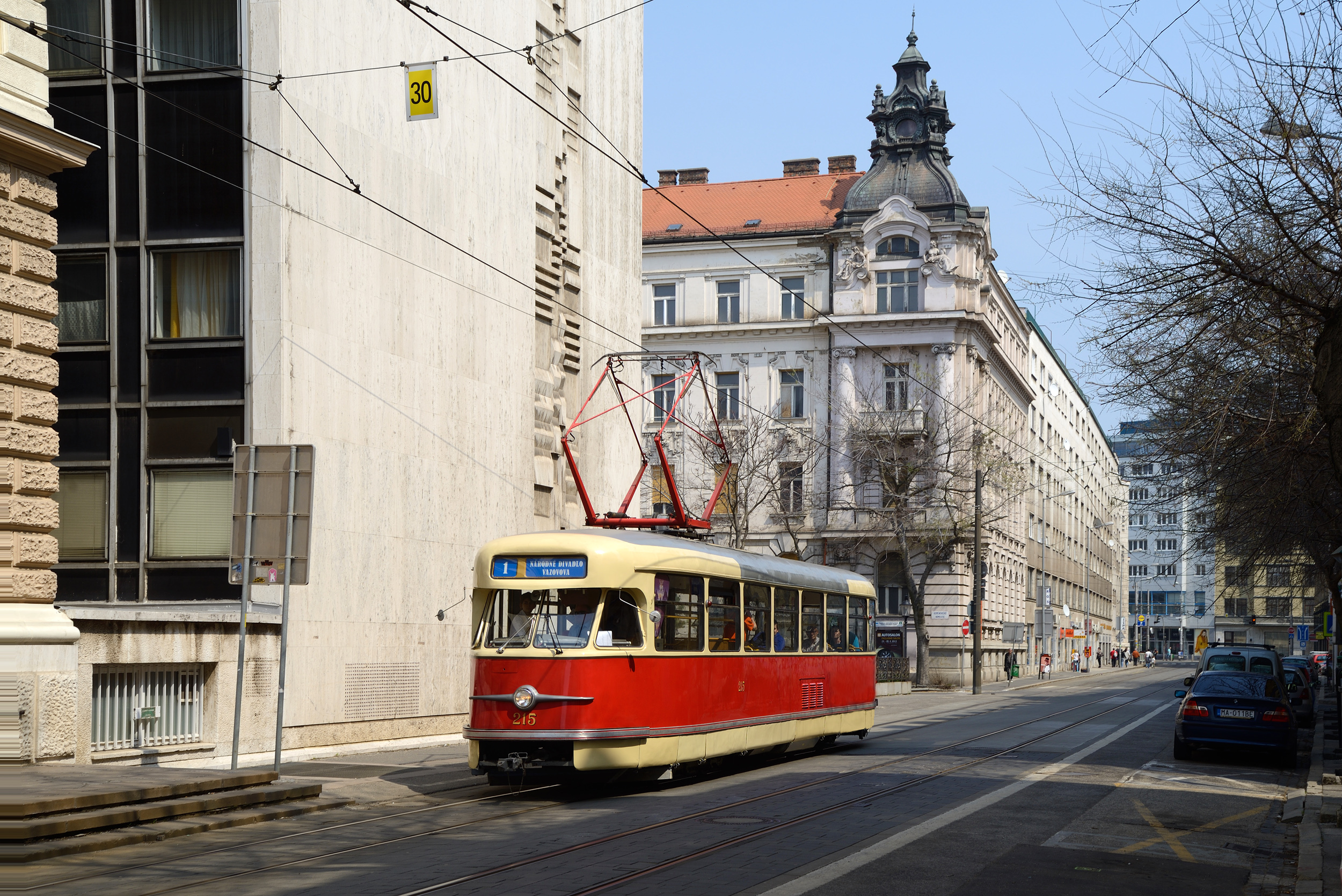
T2（量産車）（ブラチスラヴァ）
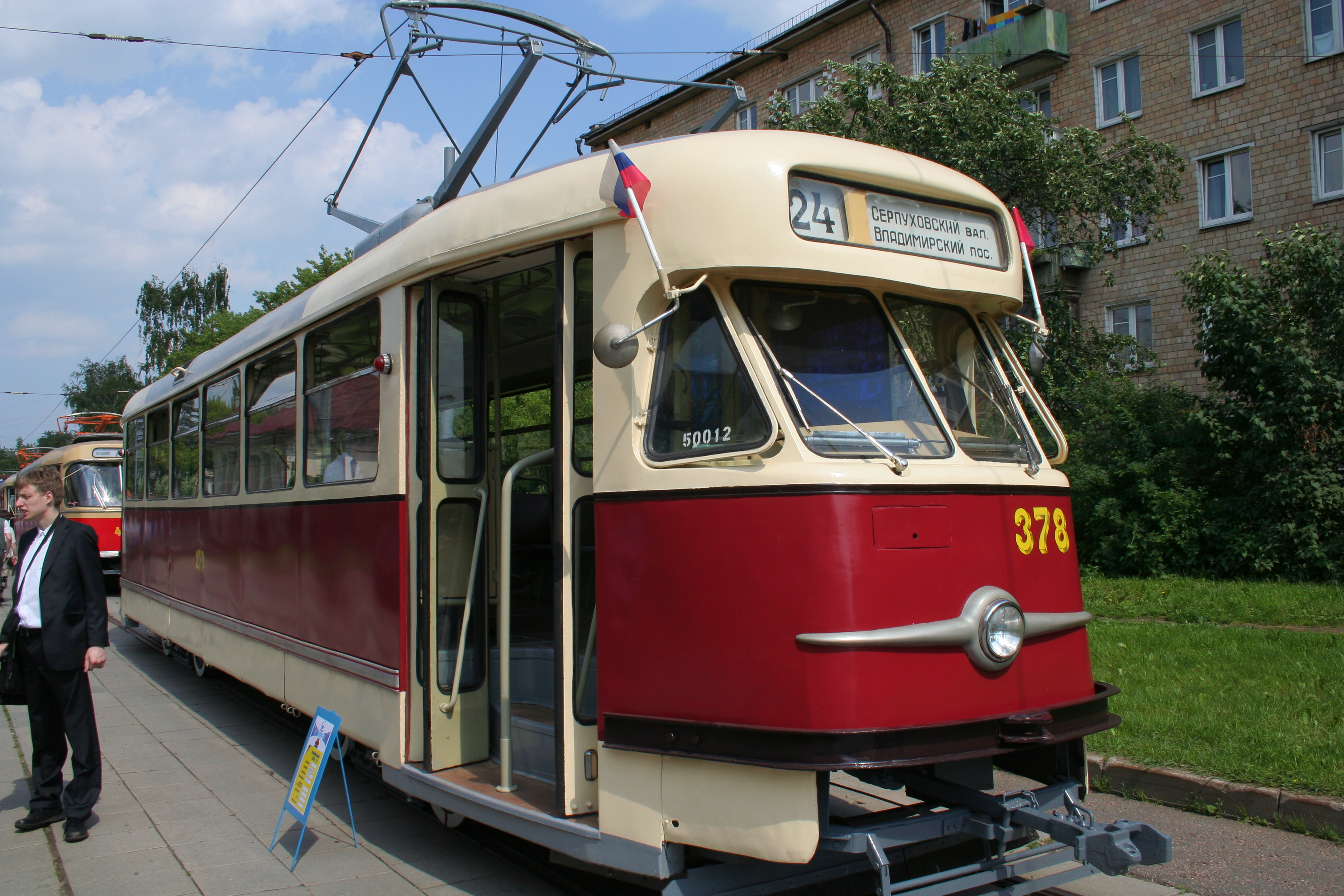
T2SU（モスクワ）

## 導入都市
タトラT2およびタトラT2SUの新造車両が導入された都市は以下の通りである。国名および都市名は導入当時のものを記す。
| T2 導入都市一覧 | T2 導入都市一覧                   | T2 導入都市一覧                                         | T2 導入都市一覧 |
| 形式            | 導入国                            | 都市                                                    | 導入車両数      |
| --------------- | --------------------------------- | ------------------------------------------------------- | --------------- |
| T2              | チェコスロバキア (現：チェコ)     | オストラヴァ (オストラヴァ市電)                         | 100両           |
| T2              | チェコスロバキア (現：チェコ)     | ブルノ (ブルノ市電)                                     | 94両            |
| T2              | チェコスロバキア (現：チェコ)     | モスト リトヴィーノフ (モスト・リトヴィーノフ市電)      | 36両            |
| T2              | チェコスロバキア (現：チェコ)     | プルゼニ (プルゼニ市電)                                 | 26両            |
| T2              | チェコスロバキア (現：チェコ)     | ウースチー・ナド・ラベム (ウースチー・ナド・ラベム市電) | 18両            |
| T2              | チェコスロバキア (現：チェコ)     | リベレツ (リベレツ市電)                                 | 14両            |
| T2              | チェコスロバキア (現：チェコ)     | オロモウツ (オロモウツ市電)                             | 4両             |
| T2              | チェコスロバキア (現：チェコ)     | プラハ (プラハ市電)                                     | 2両             |
| T2              | チェコスロバキア (現：スロバキア) | ブラチスラヴァ (ブラチスラヴァ市電)                     | 66両            |
| T2              | チェコスロバキア (現：スロバキア) | コシツェ (コシツェ市電)                                 | 31両            |
| T2SU            | ソビエト連邦 (現：ロシア連邦)     | モスクワ (モスクワ市電)                                 | 180両           |
| T2SU            | ソビエト連邦 (現：ロシア連邦)     | スヴェルドロフスク (スヴェルドロフスク市電)             | 65両            |
| T2SU            | ソビエト連邦 (現：ロシア連邦)     | クイビシェフ (クイビシェフ市電)                         | 43両            |
| T2SU            | ソビエト連邦 (現：ロシア連邦)     | ロストフ・ナ・ドヌ (ロストフ・ナ・ドヌ市電)             | 40両            |
| T2SU            | ソビエト連邦 (現：ロシア連邦)     | レニングラード (レニングラード市電)                     | 2両             |
| T2SU            | ソビエト連邦 (現：ウクライナ)     | キーウ (キエフ市電)                                     | 50両            |

## 改造
1970年代以降、タトラT2の一部車両については、延命や近代化を理由とした更新工事が実施され、塗装や内装、車内照明、機器を中心とした修繕や、前照灯周辺の装飾の撤去が行われた。その中でも大規模な更新の事例として以下のものが存在する。

### T2R

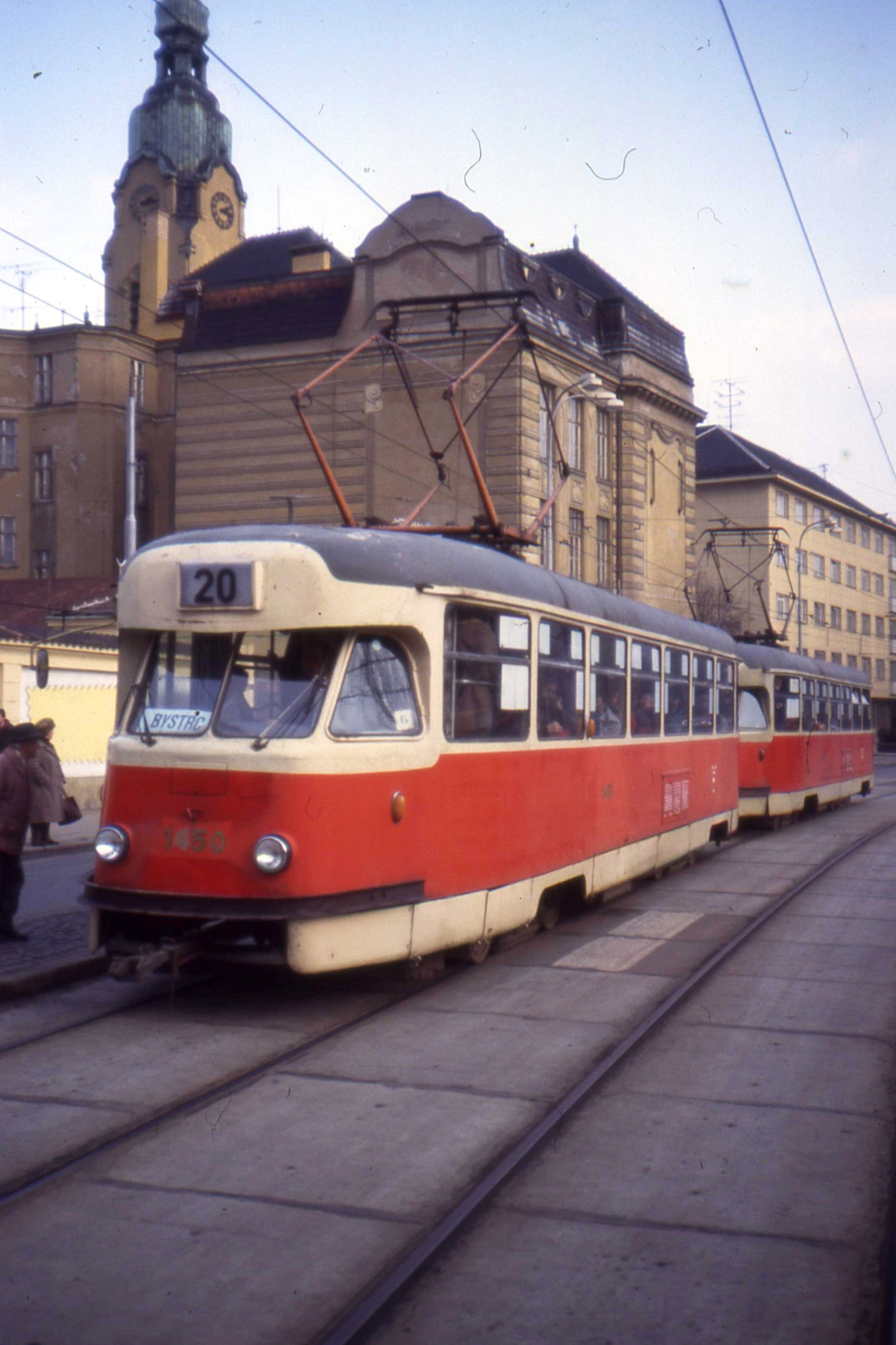
T2R（ブルノ、1992年撮影）

T2の延命および増備が進むT3との仕様統一を図るため、1970年代以降近代化工事を施した形式。前照灯の数がT3に合わせた2個に増設され、座席もラミネート加工を施したプラスチック製のものに変更した他、電気機器についてもT3と同型のものに交換した。改造対象となったのはブルノ市電の80両、オストラヴァ市電の13両で、前者は1976年 - 1983年、後者は1985年 - 1986年に改造された。両者とも原形のT2が全廃されて以降も使用されたが、後継車両への置き換えが進んだことでブルノ市電からは1998年に引退し、オストラヴァ市電でも1990年代までに営業運転を終了した。
このうち、オストラヴァ市電で運用されていた9両については、車両不足を補うため1995年から1996年にかけてリベレツ市電へ譲渡され、そのうち8両が営業運転に使用された。これらの車両のうち、最後まで使用されたのは2両（18、19）で、動態保存車両を除いた世界最後の現役のタトラT2でもあったが、2018年11月17日に実施されたさよなら運転をもって営業運転を終了した。その後、この2両はプラハ市電を運営するプラハ公共交通会社へと譲渡され、前照灯周りに装飾が存在する製造当時の姿（18）および前照灯が2個に増設されたT2Rに更新直後の姿（19）への車体復元が実施されている。また、車両番号の表記についてもオストラヴァ市電時代の旧番へ戻されているが、登録上の車両番号はそれぞれプラハ市電に導入された試作車（6001、6002）の続番である6003（←18）、6004（←19）となっている。
また、上記以外にもリベレツ市電に1両が保存されている他、同市電で2006年に廃車となった1両がプルゼニ市電に譲渡され、2009年のプルゼニ市の公共交通運行開始110周年記念事業の一環として車体を原型に復元した上で動態保存されている。

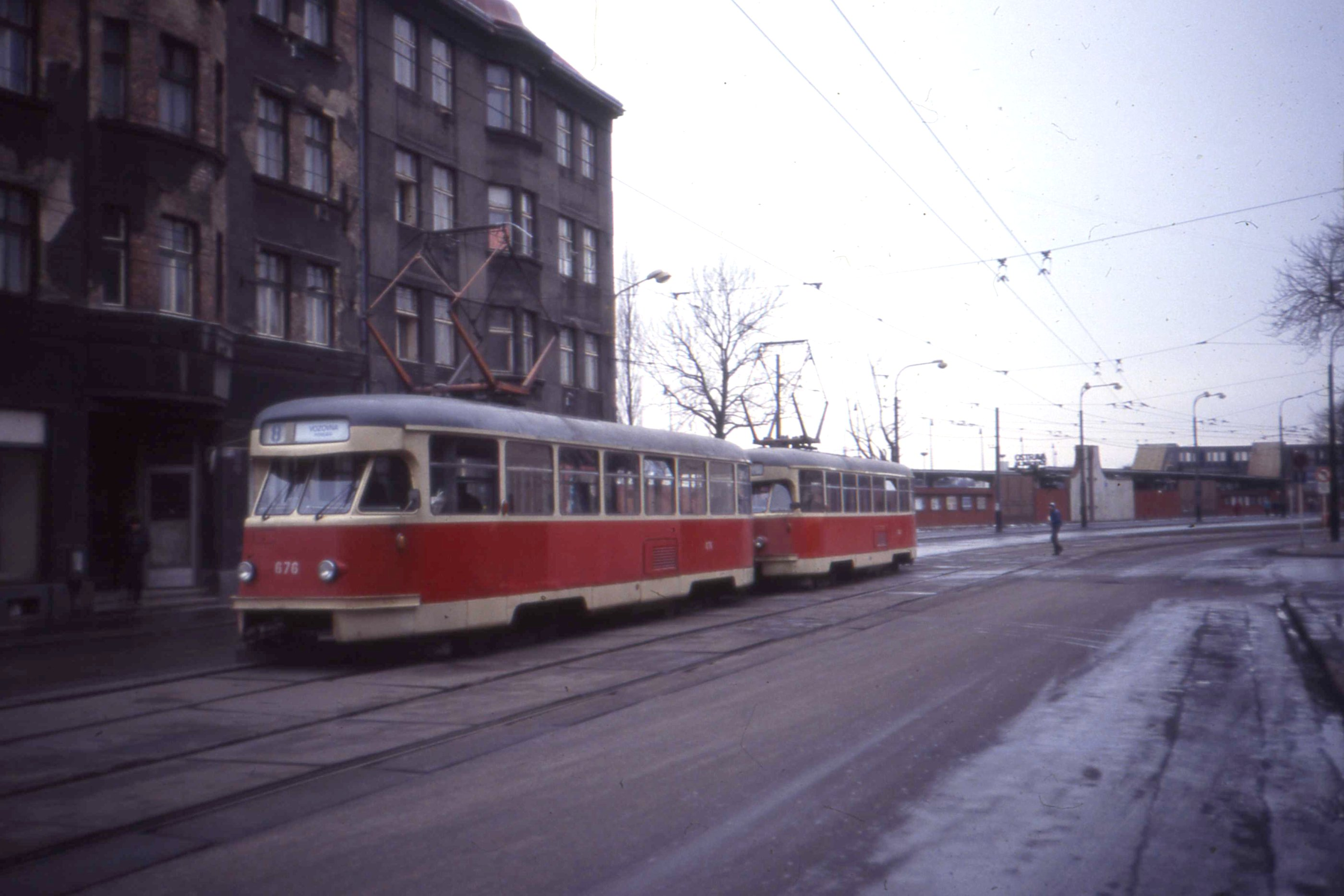
T2R（オストラヴァ、1992年撮影）
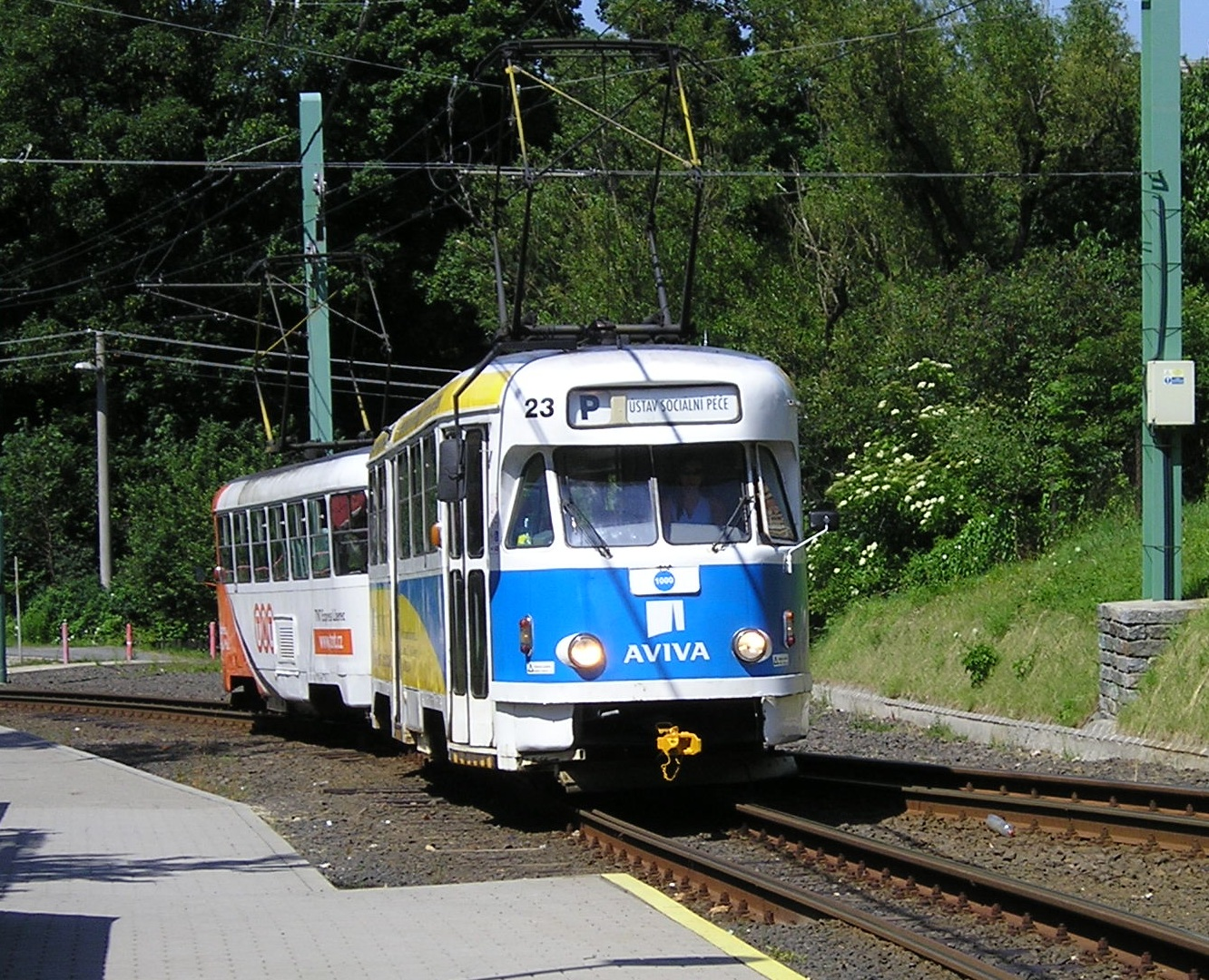
T2R（リベレツ、2006年撮影）
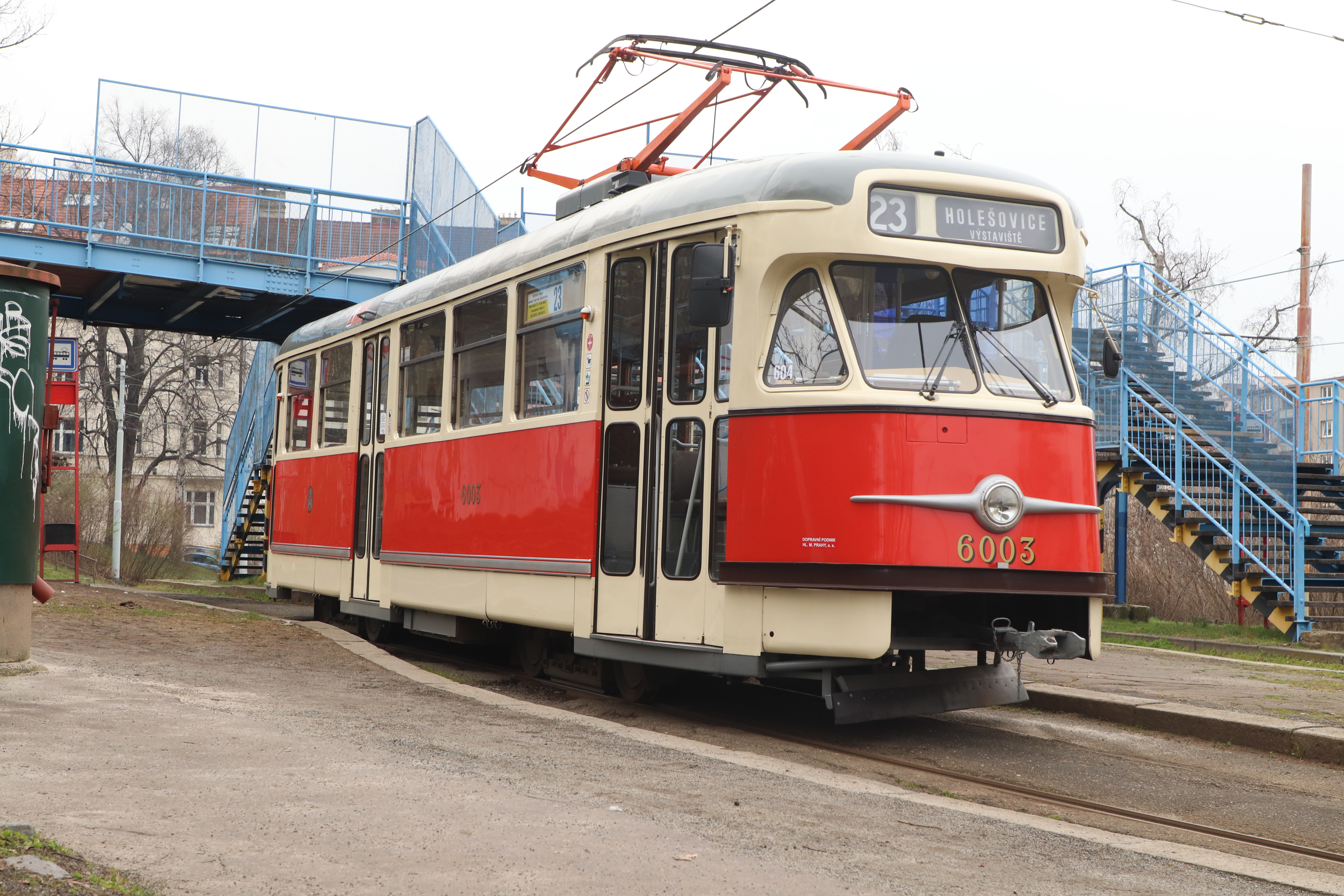
プラハ市電で動態保存されているT2R（6003）（プラハ、2023年撮影）
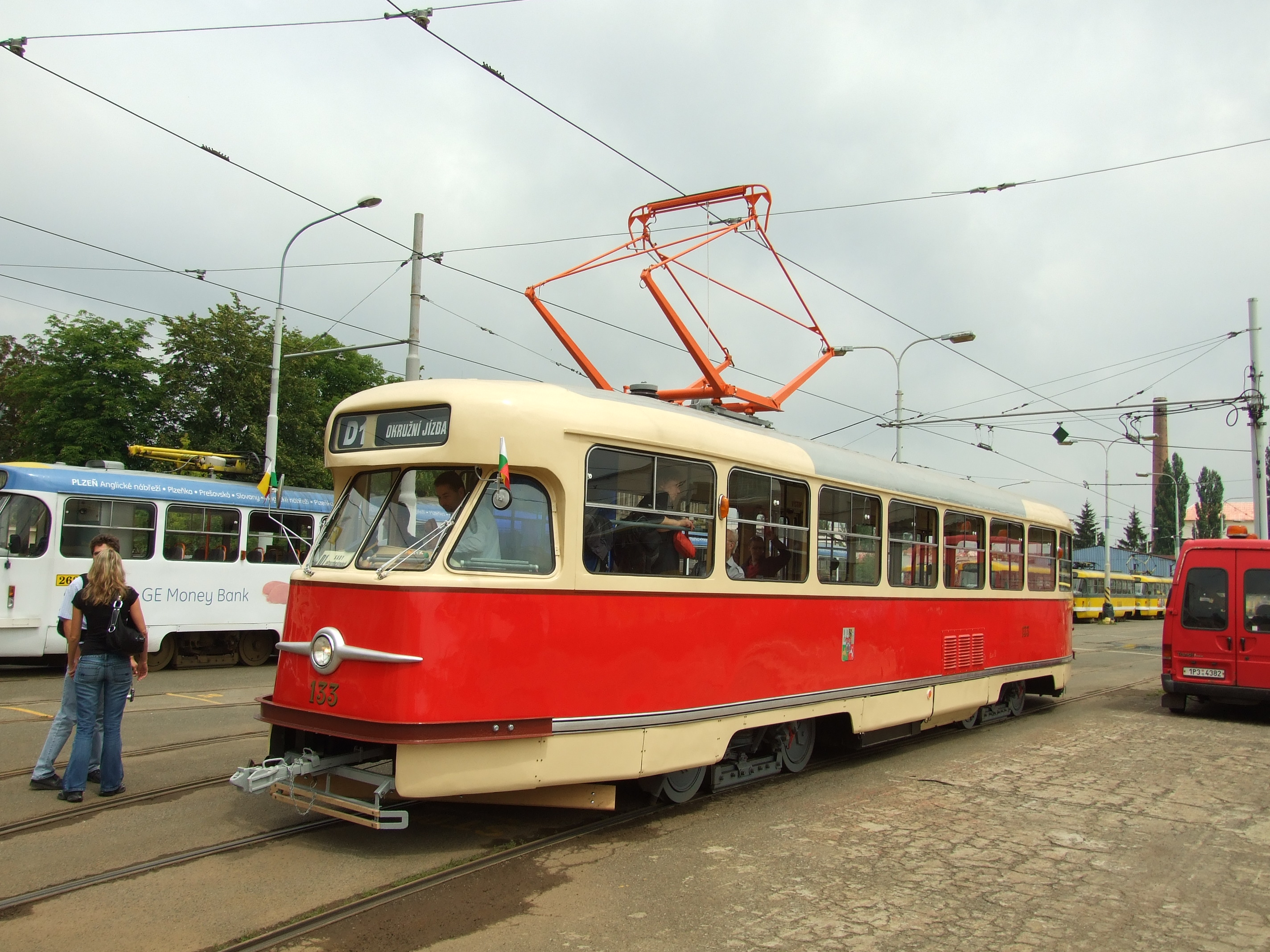
T2R（プルゼニ）
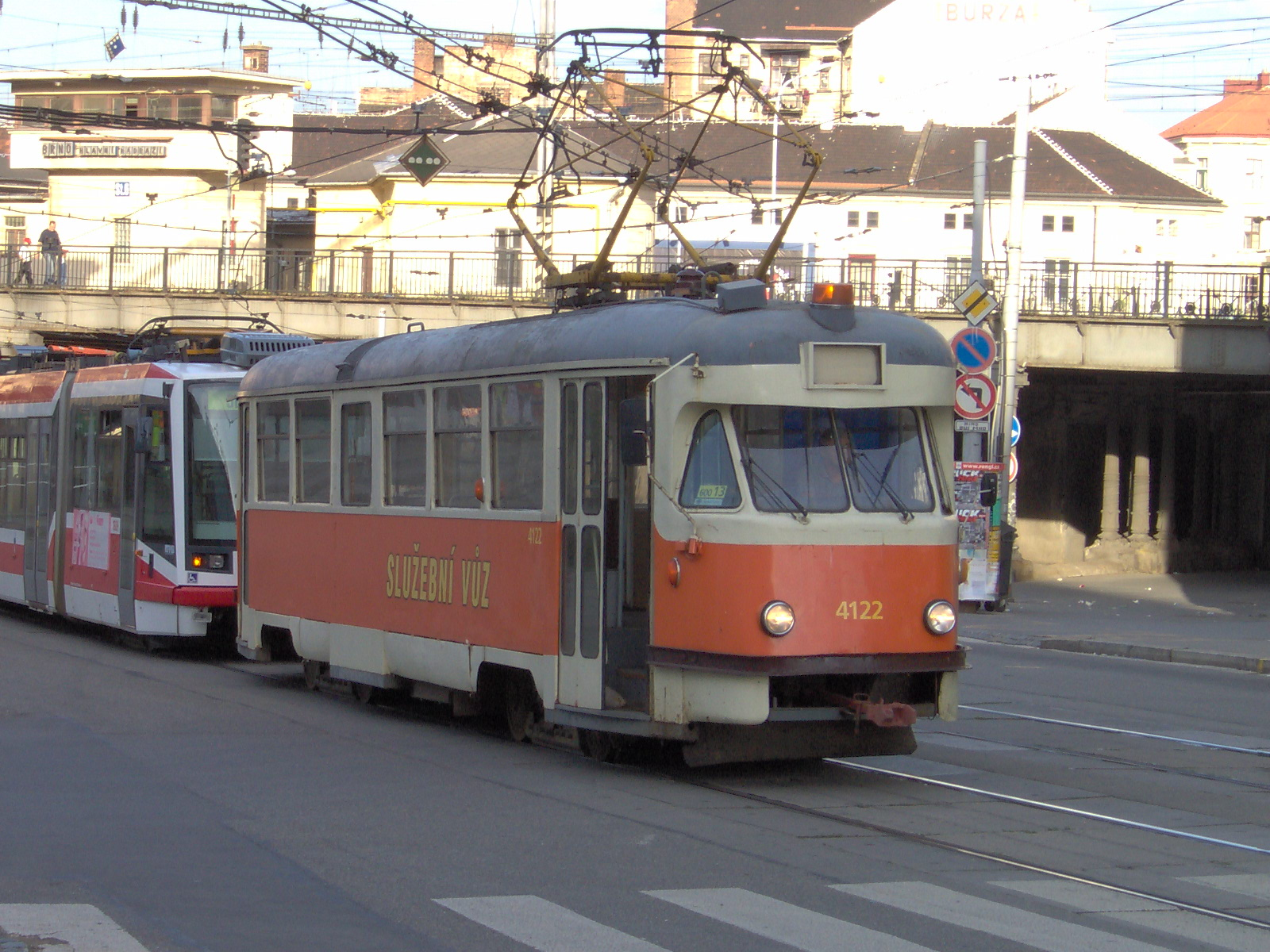
事業用車両に改造されたT2R（ブルノ）
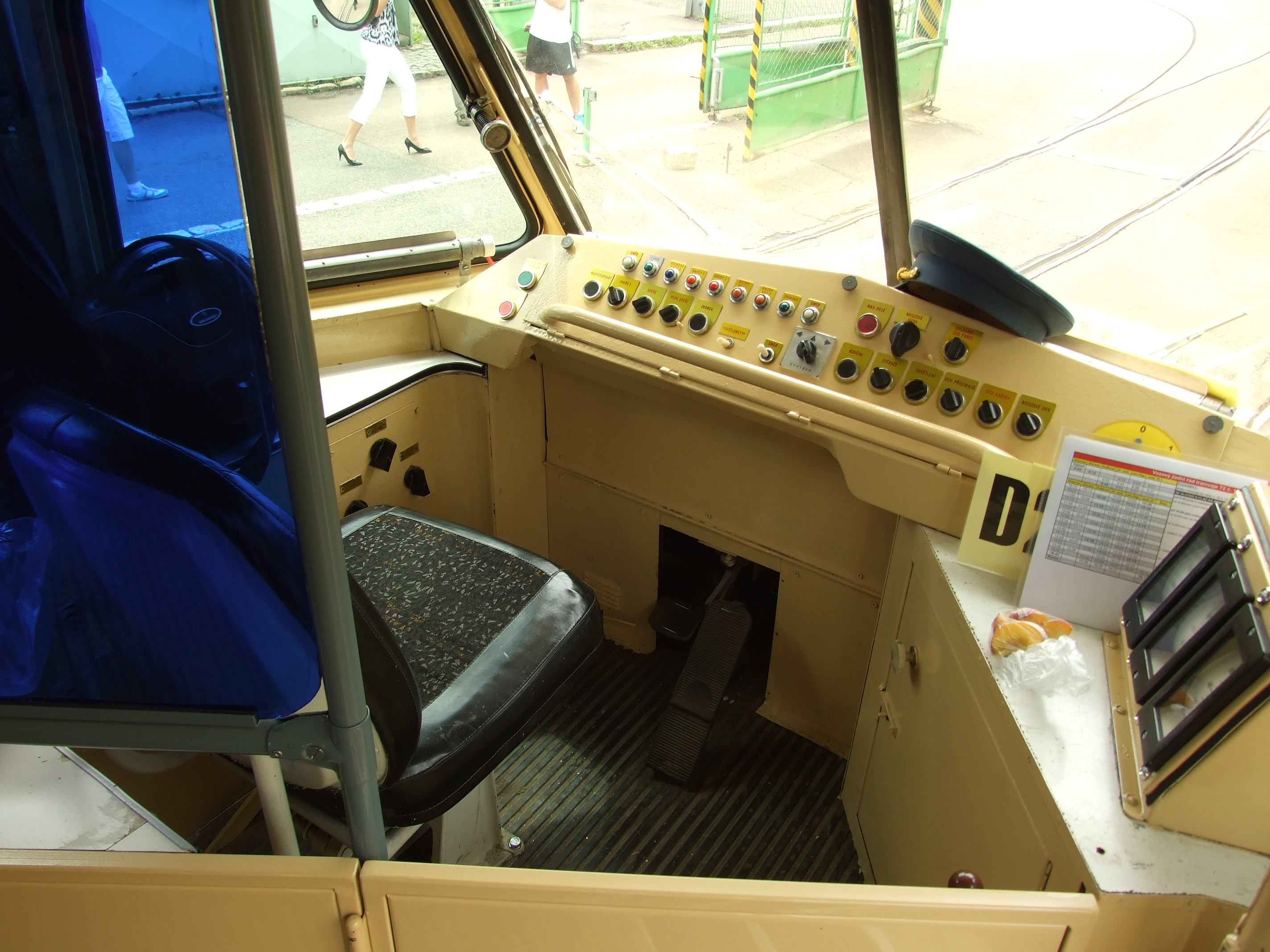
運転台（プルゼニ）

### その他
チェコスロバキア（現：スロバキア）の都市・コシツェを走るコシツェ市電に導入されたT2の一部は1986年にT3と同様の前面形状に改造された他、電気機器についてもT3と同様の構造に改められた。事業用車（訓練車）1両を含めた5両が改造対象となったが、1990年までに廃車されている。